# Дојерлинг
Дојерлинг (њем. Deuerling) општина је у њемачкој савезној држави Баварска. Једно је од 41 општинског средишта округа Регенсбург. Према процјени из 2010. у општини је живјело 2.102 становника. Посједује регионалну шифру (AGS) 9375127.

## Географски и демографски подаци
Дојерлинг се налази у савезној држави Баварска у округу Регенсбург. Општина се налази на надморској висини од 417 метара. Површина општине износи 7,1 km². У самом мјесту је, према процјени из 2010. године, живјело 2.102 становника. Просјечна густина становништва износи 295 становника/km².